# Sombrerete, Guanajuato
Sombrerete är en ort i Mexiko.   Den ligger i kommunen Victoria och delstaten Guanajuato, i den centrala delen av landet, 240 km nordväst om huvudstaden Mexico City. Sombrerete ligger 1 917 meter över havet och antalet invånare är 234.
Terrängen runt Sombrerete är kuperad. Runt Sombrerete är det glesbefolkat, med 18 invånare per kvadratkilometer. Närmaste större samhälle är Doctor Mora, 15,1 km söder om Sombrerete. Trakten runt Sombrerete består i huvudsak av gräsmarker.